# Grethe Glad
Margrethe "Grethe" Glad, født Axelholm (født 5. januar 1891 i København, død 18. december 1990 sammesteds) var en dansk erhvervskvinde og skoleleder.
Grethe Axelholm voksede op sammen med fem søskende i en socialt og økonomisk velfunderet familie, først på Frederiksberg, senere i Københavns indre by. Hun begyndte i 1916 at undervise i broderi og filering samtidig med, at hun indledte et samarbejde med Magasin du Nords håndarbejdsafdeling.
Hun giftede sig i 1918 med direktør Carl Glad og blev en af tidens mest omtalte kvinder. Hun deltog i det københavnske selskabsliv, figurerede i pressens sladderspalter, sås i teatre og til koncerter og holdt selv store selskaber. Familien boede på Store Mariendal i Hellerup og ejede landstedet Rågegården i Rågeleje. I 1921 blev ægtefællen udnævnt til generalkonsul for Østrig. Efter Wall Street-krakket i 1929 gik hans firma L.C. Glad & Co. konkurs, og familien måtte sælge begge boliger og flytte til Bredgade. For at bidrage til økonomien satsede Glad på at udnytte sin viden om mode, og hun tog et kursus i tilskæring og drapering i Paris. I lejligheden i Bredgade begyndte hun at undervise i tilskæring og syning, samtidig med at hun havde en systue, der fandt sit klientel i det velstillede borgerskab. Det blev starten på Margrethe-Skolen, stiftet 1931 og opkaldt efter skolens protektrice Margrethe, prinsesse af Bourbon-Parma. Hun efterfulgtes af Sonja Bernadotte, senere af Tove Castenskiold, begge moderedaktører ved damebladet Tidens Kvinder.
Midt i 1930'erne var Glad blevet stærkt optaget af Oxfordgruppebevægelsen, og hendes religiøse overbevisning var hende en støtte resten af livet. Under og efter 2. verdenskrig deltog hun aktivt i velgørenhedsarbejde både i Danmark og i Frankrig, bl.a. lavede hun forskellige dukker i historiske dragter, der vistes på udstillinger og solgtes til velgørende formål. Dukkerne blev købt af museer i USA, Frankrig og Østrig. Fra 1977 og i en årrække var hun bestyrelsesformand i familiefirmaet L.C. Glad & Co.